# Manuel Homem da Costa Noronha
Manuel Homem da Costa Noronha (Angra do Heroísmo, 13 de Janeiro de 1828 — Angra do Heroísmo, 5 de Novembro de 1897) foi um proprietário e político açoriano que, entre outras funções, foi governador civil do Distrito de Angra do Heroísmo e deputado às Cortes da monarquia constitucional portuguesa pelo Partido Regenerador.

## Biografia
Manuel Homem da Costa Noronha nasceu na cidade de Angra do Heroísmo, nos Açores, a 13 de Janeiro de 1828, filho de Maria Teotónia Augusta de Ornelas Bruges e de Pedro Homem da Costa Noronha Ponce de Leão, 1.º barão e 1.º visconde de Noronha, um dos impulsionadores da revolta liberal de 1828 na Terceira e um dos principais suportes do liberalismo nos tempos da Regência de Angra. A mãe, irmã do influente político liberal Teotónio de Ornelas Bruges Paim da Câmara, também estava ligado a uma das famílias mais influentes da vida política local. 
Contudo, quebrando com a tradição familiar, Manuel Homem da Costa Noronha foi militante destacado do Partido Regenerador, partido a que sempre se manteve ligado, integrando, na fase mais tardia, a tendência da esquerda monárquica liderada por Augusto César Barjona de Freitas.
Tendo-se envolvido cedo na política, aliando o exercício de numerosos pequenos empregos e prebendas da vida pública com a gestão da casa vincular, muito arruinada, de que foi herdeiro. Foi inspector do selo, vice-presidente da Câmara Municipal de Angra do Heroísmo, vogal da Junta Geral do distrito e presidente da respectiva comissão executiva.
Nas eleições gerais realizadas a 8 de Julho de 1865 (15.ª legislatura da monarquia constitucional) foi eleito deputado pelo círculo de Torres Novas, tendo exercido as funções de deputado até 1868, ano em que terminou aquela legislatura.
Tendo uma presença discreta na vida parlamentar, fez parte da Comissão Parlamentar de Comércio e Artes, tendo feito intervenções sobre obras no seu círculo adoptivo, nomeadamente sobre questões atinentes à correcção hidráulica de cursos de água nas vizinhanças de Torres Novas, acompanhando os deputados eleitos pelos Açores em questões relacionadas com a navegação comercial e com a exportação de laranjas, então ainda um importante sector da economia do arquipélago.
Na década de 1890 foi um dos principais defensores na ilha Terceira da autonomia dos Açores, tendo participação muito activa na campanha autonómica daquela época. Em consequência, quando os partidos pró-autonomistas ganharam força e em Lisboa o açoriano Ernesto Rodolfo Hintze Ribeiro assumiu a presidência do conselho de ministros, foi Manuel Homem Noronha foi nomeado governador civil do Distrito de Angra do Heroísmo, tendo exercido aquelas funções de 1895 a 1896.
Deixou um filho natural, perfilhado, de nome Pedro Celestino da Costa, coronel e comandante do Regimento de Infantaria N.º 16, que, apesar de ter casado, não teve filhos.